# Boshinoorlog
De Boshinoorlog (1868-1869) (Japans: 戊辰戦争 , Boshin Sensō, letterlijk Oorlog van het jaar van de draak) is een gewapend conflict tussen het shogunaat en de keizergezinde troepen, dat rechtstreeks leidde tot de val van het Japanse Shogunaat. Het conflict maakte de weg vrij voor de Meiji-restauratie die Japan ingrijpend zou veranderen.

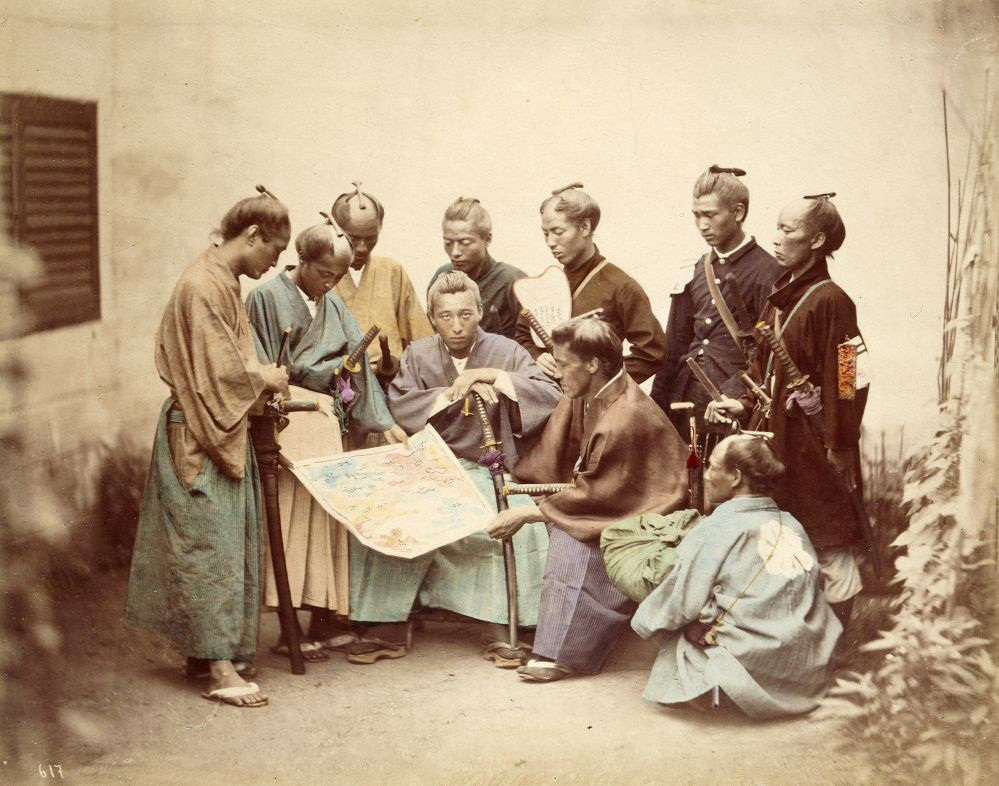
Samurai van de Satsuma-clan in de Boshin-periode

## Politieke situatie in de 19de eeuw
Japan was begin 19e eeuw nog steeds afgesloten van de buitenwereld. Alleen de Nederlanders hadden een kleine handelspost op het kunstmatige eiland Dejima in Nagasaki. Er waren ook contacten met de Chinezen. Maar onder druk van de Verenigde Staten om de grenzen te openen, ondertekende de shogun in 1853 een vredesakkoord en vervolgens in 1854 een handelsakkoord met de Amerikanen. Aanvankelijk genoot deze zet weinig steun van de Japanse bevolking. Velen waren misnoegd, onder hen ook samoerai van de Chosu-clan. Zij ondernamen een strijd tegen het shogunaat, maar werden bij Kioto verslagen. Hun standpunt veranderde echter vlug. Door hun geografisch gunstige positie ontdekten de Chosu-samoerai de voordelen van de verdragen. Ze kwamen in het bezit van wapens en handelsgoederen.
De Chosu-clan vormde kort daarna een alliantie met de Satsuma-clan, die eerder nog aan de zijde van het shogunaat tegen de Chosu gevochten had bij Kioto. Ook de Satsuma's hadden ingezien dat samenwerken met de buitenlanders en moderniseren essentieel was voor Japan. Het moest zich immers bewapenen om mogelijke toekomstige conflicten met westerse landen het hoofd te kunnen bieden. Hiervoor moest echter eerste de conservatieve bakufu omvergeworpen worden.
In 1865 besliste het shogunaat om Chosu aan te vallen. Ze wilden de herbewapening in deze Han in de kiem smoren. Shogun Tokugawa Iemochi trok persoonlijk naar Osaka. De daimyo's verzetten zich tegen deze plannen wegens financiële problemen. Bovendien zorgde de aanwezigheid van vreemde troepen voor een enorme prijsstijging. In de hele regio van Osaka braken relletjes uit. Deze strafexpeditie vergrootte dus enkel de sociale onrust.

## Het einde van het Shogunaat

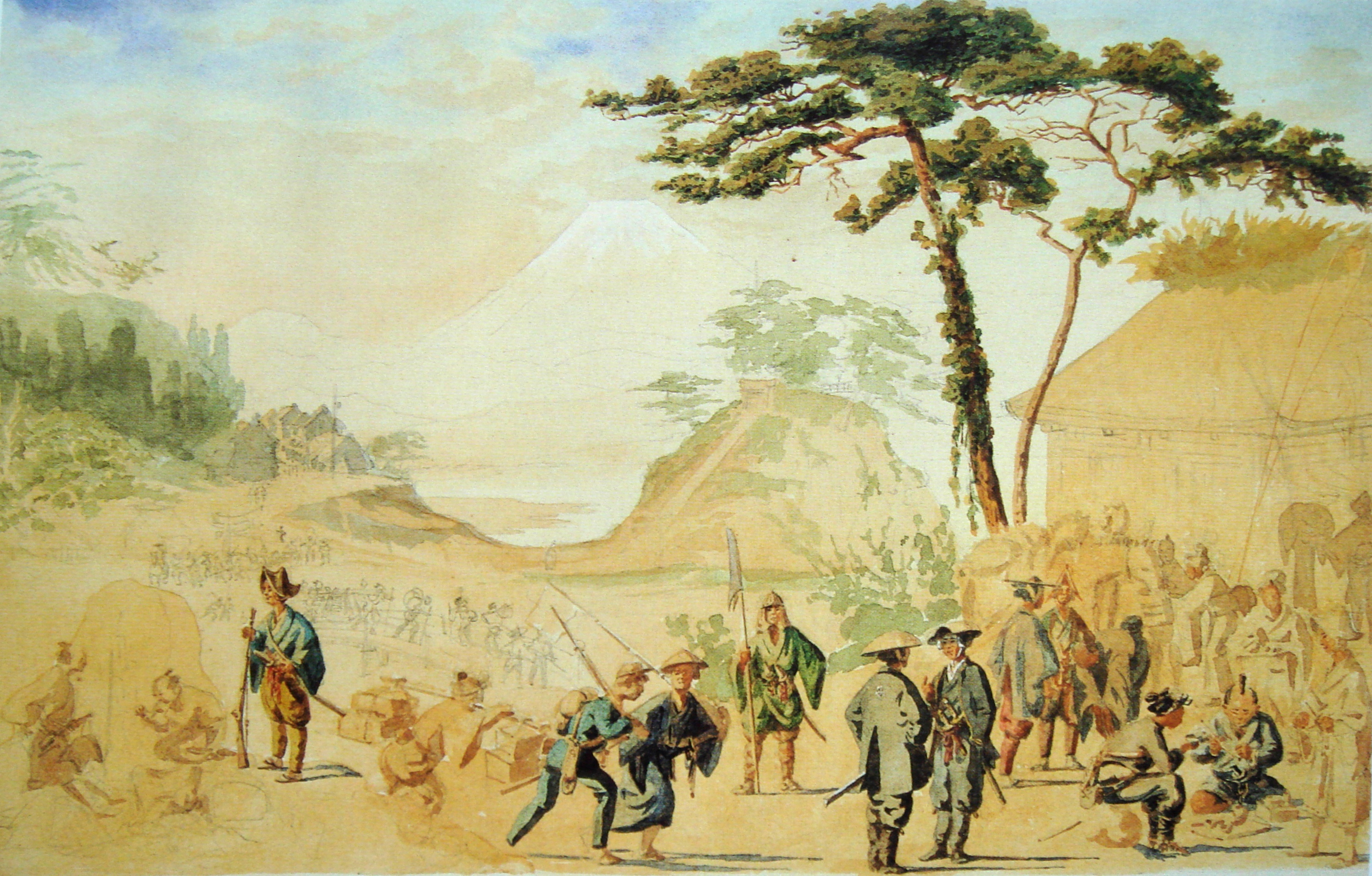
Bakufu geschilderd door een Frans officier

Shogun Tokugawa Yoshinobu (1837-1913) was ondertussen Tokugawa Iemochi opgevolgd. Hij richtte onder andere de productiekantoren op in Edo en Osaka om de handel in die Han volledig te kunnen controleren. Aanvankelijk groeide het verzet hierdoor, maar het progressieve en moderniserende beleid van Tokugawa Yoshinobu leek toch het tij te kunnen keren. De bakufu verloor kort daarna echter zijn belangrijkste westerse bondgenoot doordat het beleid van de nieuwe Franse minister van buitenlandse zaken ten opzichte van Japan grondig veranderde. De bakufu verloren veel van hun militaire en logistieke steun. Gunstiger verging het de Chosu- en Satsuma-clans. In 1866 slaagden ze erin de nieuwe keizer Meiji voor zich te winnen.

## De Boshinoorlog breekt uit

Kaart van de troepenbewegingen

Op 8 november 1867 vaardigde de toen 15-jarige keizer Meiji een geheim decreet (Tobaku no mitchoku) uit. Chosu en Satsuma kregen eindelijk de toestemming van de keizer om de bakufu omver te werpen. Shogun Yoshinobu aanvaardde op dezelfde dag nog het minder gewelddadige alternatief. Hij droeg zijn bevoegdheden over aan deze nieuwe keizer (Taisei hōkan). Onder de supervisie van de keizer zou een hogerhuis worden opgericht, dat zou bestaan uit aristocraten en daimyo's. Verder ook een lagerhuis bestaande uit samurai en vertegenwoordigers van het gewone volk. Tokugawa Yoshinobu zou de belangrijke eerste minister post ontvangen.
Op 3 januari 1868 namen Satsuma en Chosu het keizerlijke paleis in. Keizer Meiji verklaarde de keizerlijke restauratie (Ouseifukko). Dit was op papier het einde van de bakufu en het shogunaat. Het antwoord van Yoshinobu liet niet lang op zich wachten. Op 8 januari 1868 verklaarde hij de restauratie als illegaal en ongeldig. Hij had in het geheim een troepenmacht verzameld nabij Ōsaka en viel daarmee Kioto aan om Satsuma te bestraffen.

## Slag bij Toba-Fushimi
Op 27 januari vond de eerste veldslag van de Boshinoorlog plaats. Het leger van Tokugawa Yoshinobu bestond vooral uit getrouwen uit de domeinen Kuwana en Aizu, deel van de huidige Fukushima-prefectuur) alsook voormalige soldaten en ambtenaren van het bakufu. Het telde ongeveer 15.000 manschappen. Nabij Toba en Fushimi troffen ze het leger van Satsuma en Chosu, dat slechts ongeveer 5.000 man telde. Ondanks de numerieke minderheid won het kamp van Satsuma en Chosu overtuigend de veldslag. De bakufu-getrouwen leden zeer zware verliezen. Yoshinobu wist te ontsnappen naar Edo (het huidige Tokio).

## Offensief tegen Edo

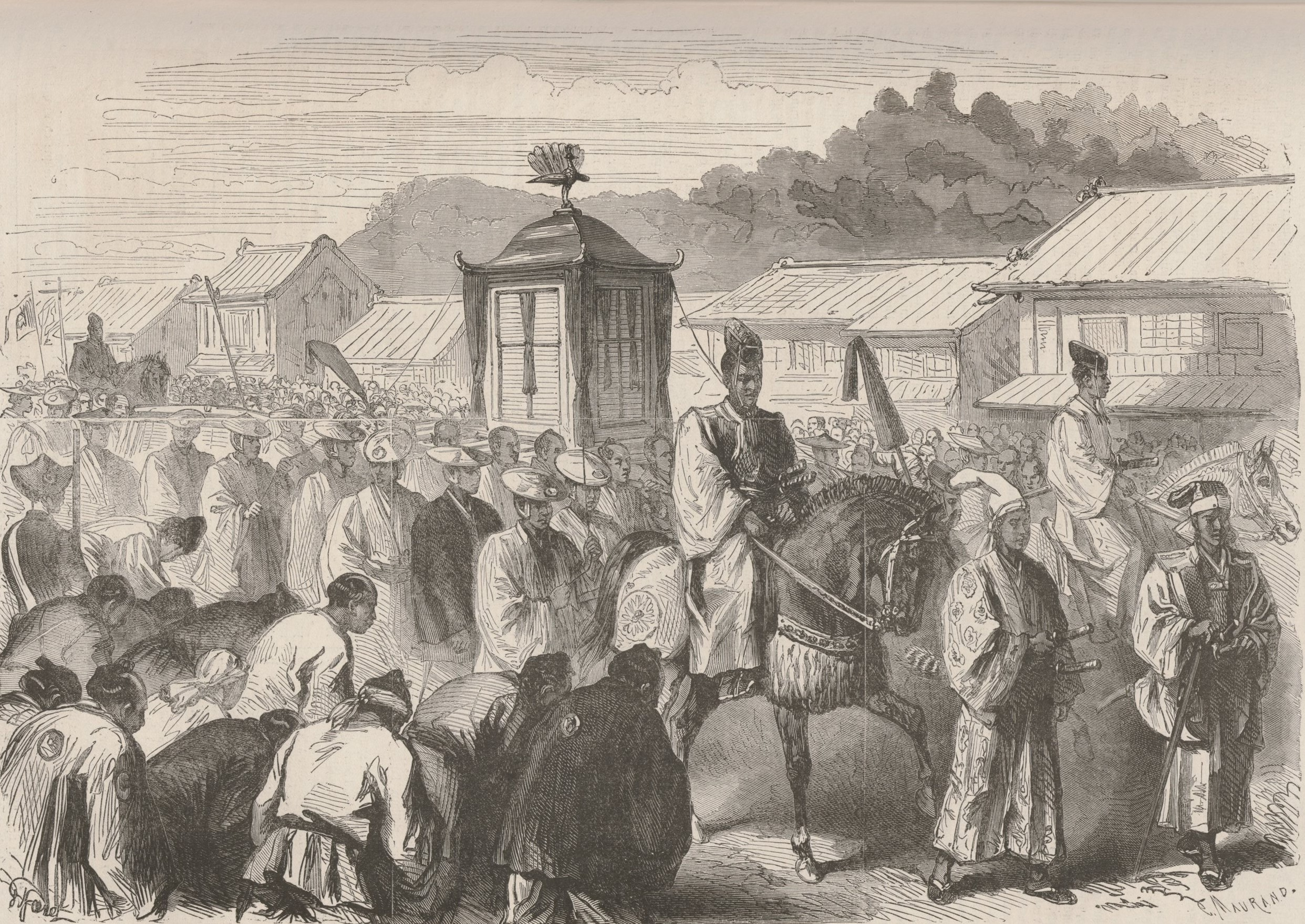
De zestienjarige Meiji keizer verhuist naar Tokyo

Yoshinobu's vlucht maakte van Edo het volgende doelwit van de keizerlijke troepen (Ishinleger). De nieuwe leider van dit leger was Saigo Takamori. Hij trok met het leger noord- en oostwaarts door Japan. Uiteindelijk omsingelden ze Edo en op de 11 april 1868 gaf Yoshinobu zich over na strenge onderhandelingen tussen Saigo en Katsu Kaishu, de woordvoerder van Yoshinobu. Yoshinobu werd naar Mito verbannen. Het nieuwe hoofd van de Tokugawaclan werd tot de status van gewone daimyo gedegradeerd, kreeg Surugu (nu prefectuur Shizuoka) als domein en ging in het kasteel van Sunpu wonen. In oktober 1868 werd Edo naar Tokio hernoemd en begon officieel het Meiji-tijdperk.

## Shogitai-rebellie

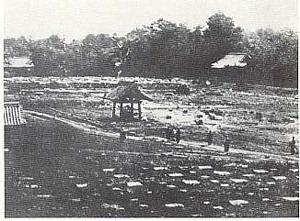
De Kanei-jitempel van Ueno na de slag

Sommigen Bakufu-getrouwen legden zich niet neer bij de overgave van Yoshinobu. Ze verschansten zich in de Kanei-jitempel van Ueno. Ze noemden zich de Shogitai. Op 15 mei 1868 werden ze echter verslagen door de troepen van Saigo Takamori. Dit betekende het einde van het verzet in Edo.

## Aizu geeft zich nog niet over
Na de overgave van Yoshinobu aanvaardde het overgrote merendeel van Japan het gezag van de keizer. Enkele volhardende aanhangers van het Shogunaat weigerden dit echter nog steeds. Het waren vooral mannen van de regio Tohoku, onder leiding van de daimyo van Aizu. Maar hun pogingen waren tevergeefs. De grote steden (Nagaoka, Sendai, Mutsu) vielen een voor een in handen van het nu officiële regeringsleger. Op 22 september viel ten slotte Aizu zelf. Een bekende episode uit deze oorlog is die van het Witte tijgerkorps (Byakkotai) uit Aizu dat rook zag opstijgen en dacht dat het kasteel gevallen was. Vervolgens pleegden ze alle 10 seppuku. De vechtlust van Aizu werd ook legendarisch dankzij hun vrouwenkorps, bewapend met naginata's.

## Laatste wapenfeiten in Hakodate

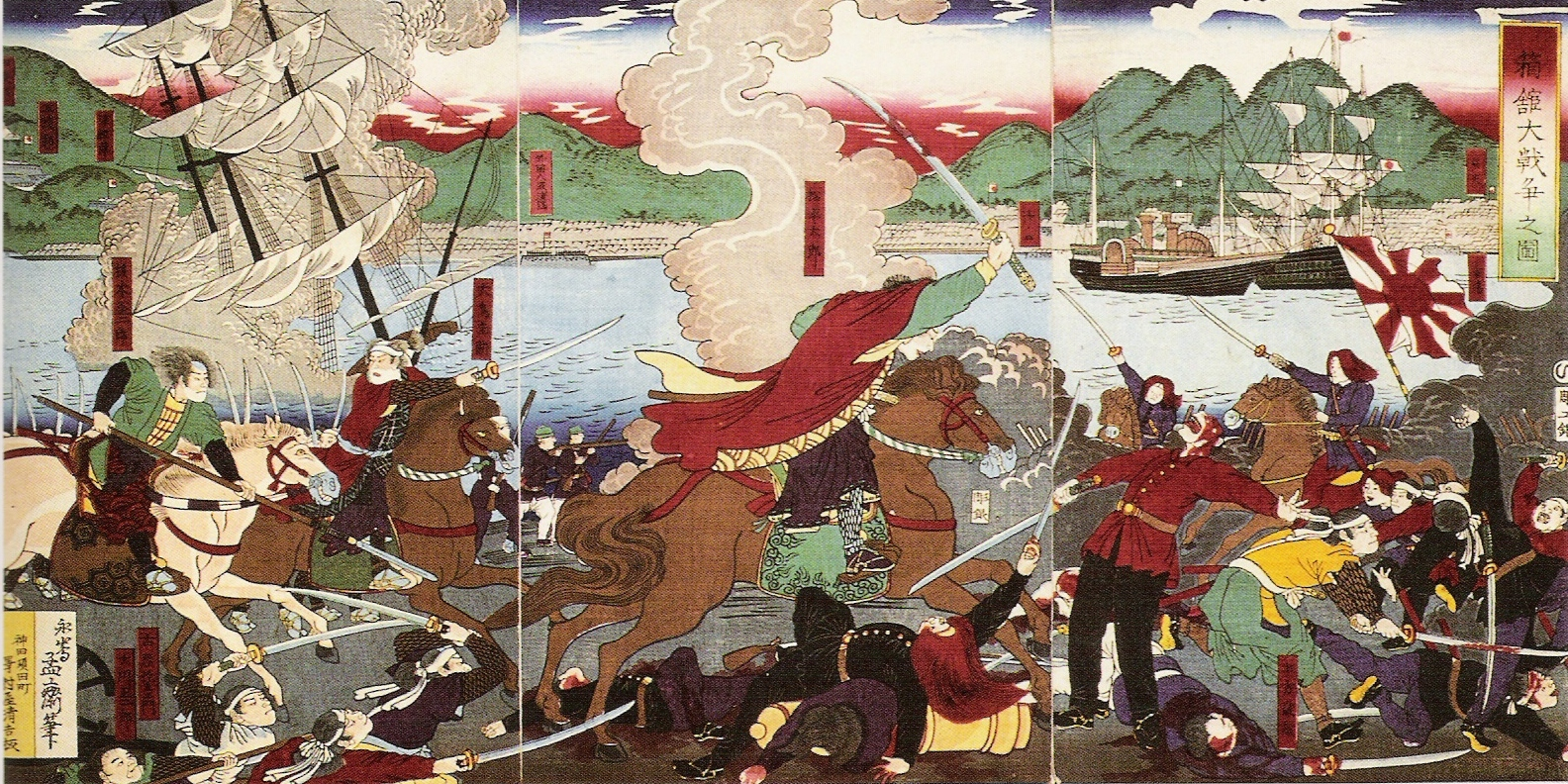
De slag bij Hakodate

Enomoto Takeaki, een viceadmiraal van de marine, was na de overgave van Edo met de resten van zijn vloot naar Hokkaido gevlucht. Als basis daar had hij het Goryokaku-fort gekozen, waar hij zich ophield samen met zo'n 1600 soldaten. Hij wilde daar de republiek Ezo stichten. Iedereen die het met de Meiji oneens was kon zich daar vestigen. In mei 1869 was het fort omsingeld en werd het bovendien ook vanaf zee bestookt. De bezetters gaven zich diezelfde maand nog over.
Dit was het laatste wapenfeit in de Boshinoorlog. In maart had keizer Meiji al de Eed in Vijf Artikelen vastgelegd. Edo was hernaamd naar Tokio en de Meiji-restauratie was nu het Meiji-tijdperk geworden.